# Белфаст (Нью-Йорк)
Белфаст (англ. Belfast) — місто (англ. town) в США, в окрузі Аллегені штату Нью-Йорк. Населення — 1637 осіб (2020).

## Демографія
Згідно з переписом 2010 року, у місті мешкали 1663 особи в 655 домогосподарствах у складі 440 родин. Було 1044 помешкання
Расовий склад населення:
| - 96,9 % — білих - 0,6 % — азіатів - 0,4 % — чорних або афроамериканців - 0,2 % — корінних американців |

До двох чи більше рас належало 1,7 %. Частка іспаномовних становила 1,0 % від усіх жителів.
За віковим діапазоном населення розподілялося таким чином: 25,8 % — особи молодші 18 років, 58,5 % — особи у віці 18—64 років, 15,7 % — особи у віці 65 років та старші. Медіана віку мешканця становила 39,1 року. На 100 осіб жіночої статі у місті припадало 98,0 чоловіків;  на 100 жінок у віці від 18 років та старших — 96,5 чоловіків також старших 18 років.
Середній дохід на одне домашнє господарство  становив 52 590 доларів США (медіана — 48 947), а середній дохід на одну сім'ю — 61 324 долари (медіана — 54 702). Медіана доходів становила 40 139 доларів для чоловіків та 39 375 доларів для жінок. За межею бідності перебувало 14,8 % осіб, у тому числі 19,3 % дітей у віці до 18 років та 10,2 % осіб у віці 65 років та старших.
Цивільне працевлаштоване населення становило 734 особи. Основні галузі зайнятості: освіта, охорона здоров'я та соціальна допомога — 28,3 %, виробництво — 22,3 %, будівництво — 9,1 %, роздрібна торгівля — 7,4 %.